# Золота мавпа (поштова марка)
Марка "Золота мавпа" (кит. трад. 金絲猴, спр. 金丝猴, піньїнь: Jīnsī Hóu, акад. Цзіньси Хоу) або "Мавпа Ґеншен" (кит. 庚申猴, піньїнь: Gēngshēn Hóu, акад. Ґеншень Хоу) - це поштова марка, випущена в Китаї в 1980 році, тираж якої склав 5 мільйонів примірників. Хоча марка не є рідкісною, вона стала символом потужного ринку колекційних поштових марок в Азії. Попит на марку зробив її однією з найбільш затребуваних сучасних китайських марок.
Вважається, що кількість випущених марок коливається від 3,6 млн. до 8 млн. штук, а в "Змісті поштових марок в КНР" (2003 р.) зазначено, що кількість випущених марок становить 5 млн. штук. Дизайнер повідомив, що фактична кількість надрукованих марок становить 4 421 600.

## Технічні деталі
Марку розроблено дизайнерами Хуан Юн'юй (кит.: 黄永玉) і Шао Болінь (кит.: 邵宝林), надруковано фотографічним способом та способом високого друку.

## Китайські новорічні марки
Марка входить до популярної китайської зодіакальної серії, присвяченої китайському новому року, останньою з яких є марка "2011 рік Кролика", яка була розпродана у поштових відділеннях Китаю за кілька годин. У китайській культурі число 8 і червоний колір вважаються щасливими.

## Філателістична цінність
Деякі джерела вказують на те, що кількість марок, які добре збереглися, зараз становить менше 800 000. Хоча марка спочатку була поширеною, повний аркуш з 80 марок був проданий за 1,2 млн. юанів (180 000 доларів США або 117 200 фунтів стерлінгів) у 2011 році, а одна марка була продана за 10 000 юанів (1 500 доларів США), що в 125 000 разів перевищувало її початкову ціну у 8 фень. У 1988 році марка мала каталожну вартість 10 доларів США у невикористаному вигляді і 5 доларів США у використаному. У серпні 2011 року повний аркуш був проданий за 1,44 млн гонконгських доларів (117 300 фунтів стерлінгів) на аукціоні Zurich Asia в Гонконзі, а ще один аркуш був проданий за 1 495 000 гонконгських доларів (122 700 фунтів стерлінгів) на аукціоні InterAsia у вересні 2011 року.

## Підробки
Марка стала настільки цінною, що її неодноразово підробляли. Korea Stamp Corporation, державний видавець марок в КНДР, продублював поштову марку в 2013 році, але якість її гірша за оригінальне видання. Ринкова ціна на марки, виготовлені в КНДР, є низькою, тому багато торговців підробками використовують їх як замінники оригінальних марок.